# Metacentrum

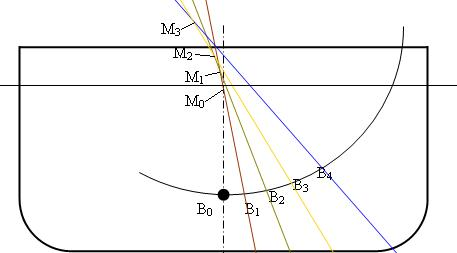
Przemieszczanie się punktu metacentrum wraz ze zmianą kąta przechyłu jednostki (B_{0}, B_{1}... B_{4} oznaczają punkty przyłożenia siły wyporu dla kolejnych stopni przechyłu)

Metacentrum – punkt geometryczny jednostki pływającej, którego położenie jest ważne dla jej stateczności.

## Przypadek ogólny
W czasie przechylania statku punkt przyłożenia siły wyporu zmienia swoje położenie. Zbiór wszystkich punktów przyłożenia siły wyporu dla wszystkich kątów przechyłu (od −180° do 180°) tworzy pewną krzywą zamkniętą. Punkt metacentrum dla danego przechyłu jest środkiem krzywizny owej krzywej zamkniętej w punkcie będącym środkiem wyporu dla tego przechyłu. Zbiór wszystkich punktów metacentrum jest więc ewolutą krzywej środków wyporu.

## Małe kąty przechyłu

Wyznaczanie punktu metacentrum dla małych kątów przechyłu

Dla małych kątów przechyłu (od 0° do 10°–13°, w zależności od przyjętej konwencji) środek wyporu statku porusza się po okręgu o środku w płaszczyźnie symetrii statku. Można więc przyjąć, że dla małych kątów przechyłu punkt metacentrum jest punktem przecięcia linii działania siły wyporu z płaszczyzną symetrii statku (patrz. dolny rysunek). Wzniesienie tego punktu ponad położenie środka ciężkości statku, zgodnie z wymaganiami towarzystw klasyfikacyjnych jest podawane w Informacji o stateczności danej jednostki. 

## Duże kąty przechyłu
Przy dużych kątach przechyłu kiedy poprzeczny środek wyporu statku zaczyna się poruszać po bliżej nieokreślonej krzywej metacentrum przesuwa się w stronę wynurzanej burty tworząc tzw. dodatkowe ramię stateczności kształtu wpływające na polepszenie stateczności poprzecznej jednostki i uwzględniane przy obliczaniu ramion kształtu zawartych w Informacji o stateczności danego statku.